# 苔色酸甲酯
苔色酸甲酯（英語：methyl orsellinate）是一种有机化合物，化学式C9H10O4，可见于繡球菌、阿爾卑斯杜鵑、长叶柞木等物种。